# Daniel-Kofi Kyereh
Daniel-Kofi Kyereh (Acra, 8 de marzo de 1996) es un futbolista ghanés que juega en la demarcación de delantero para el S. C. Friburgo de la 1. Bundesliga.

## Selección nacional
Hizo su debut con la selección de fútbol de Ghana el 3 de septiembre de 2021 en un partido de clasificación para la Copa Mundial de Fútbol de 2022 contra Etiopía que finalizó con un resultado de 1-0 a favor del combinado ghanés tras el gol de Wakaso Mubarak. Además disputó la Copa Africana de Naciones 2021.

### Participaciones en la Copa Africana de Naciones
| Copa Africana de Naciones      | Sede    | Resultado      | Partidos | Goles |
| ------------------------------ | ------- | -------------- | -------- | ----- |
| Copa Africana de Naciones 2021 | Camerún | Fase de grupos | 3        | 0     |

## Clubes
| Club               | País     | Año       | Partidos | Goles |
| ------------------ | -------- | --------- | -------- | ----- |
| TSV Havelse        | Alemania | 2014-2018 | 61       | 16    |
| SV Wehen Wiesbaden | Alemania | 2018-2020 | 67       | 24    |
| F. C. St. Pauli    | Alemania | 2020-2022 | 67       | 22    |
| S. C. Friburgo     | Alemania | 2022-     | 18       | 3     |
| S. C. Friburgo II  | Alemania | 2022-     | 1        | 0     |